# Construto
Construto (português brasileiro) ou constructo (português europeu) designa em psicologia um conceito teórico não observável diretamente. Exemplos de construtos são personalidade, amor, medo. Tais conceitos são usados na linguagem comum, mas para se tornarem um construto científico necessitam de uma definição clara e de um embasamento empírico.